# オリンポス山 (ワシントン州)

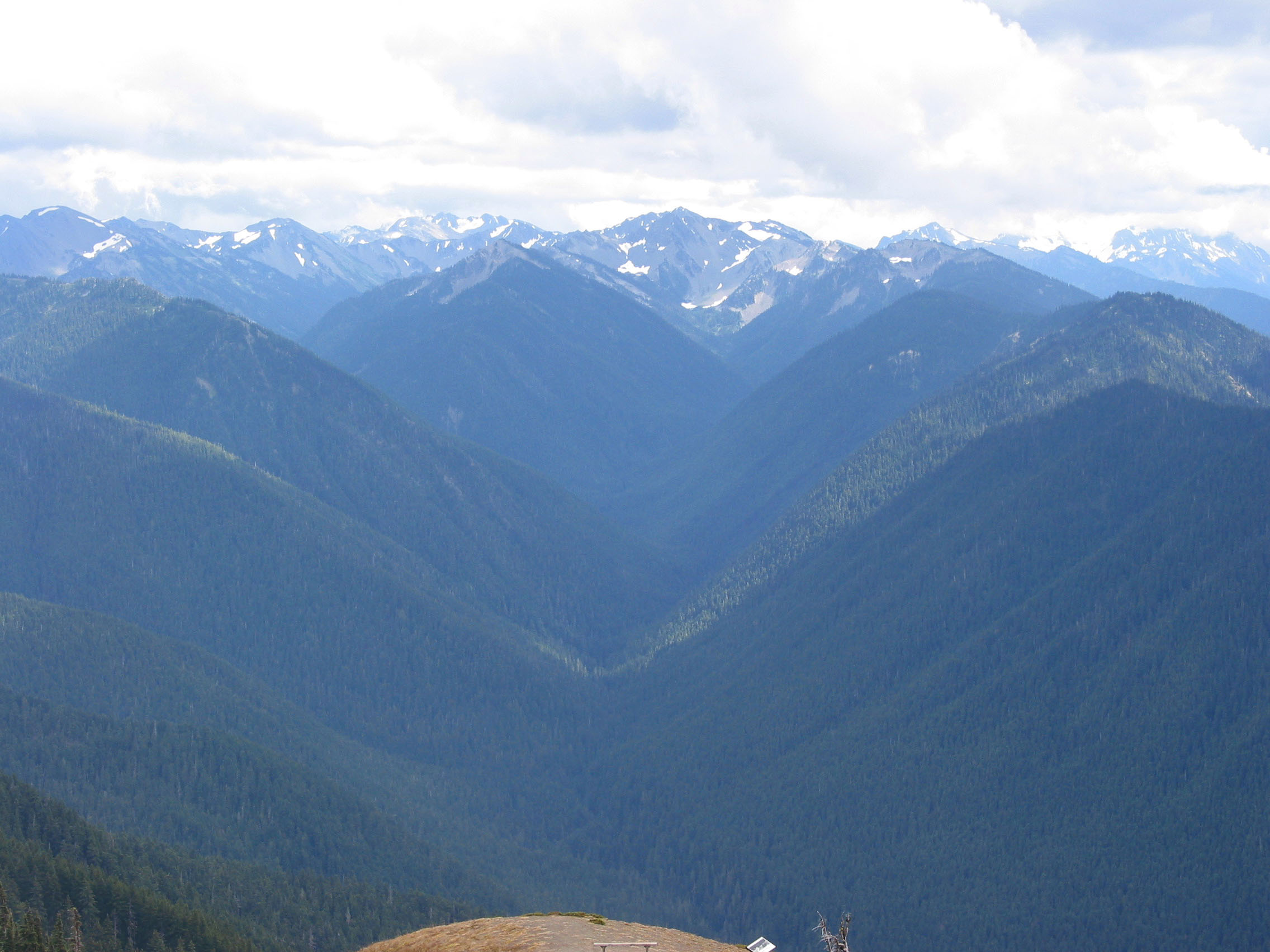
山麓のハリケーン・リッジ

オリンポス山（英語名 Mount Olympus）はアメリカ西海岸の北部ワシントン州にあり、オリンピック山脈で最も高く最もよく目立つ山。高さは2,427m。東のシアトル方面からは、同じオリンピック山脈でもコンスタンス山（Mount Constance）のほうが見えやすい。この山の名は、沖合いを探検していたイギリス海軍のジョン・ミアズ（John Meares）が1788年7月4日に、雪に覆われた神々しさをギリシャのオリンポス山になぞらえて名づけた。
8つの氷河があるオリンポス山は、オリンピック国立公園の最大のシンボルである。セオドア・ルーズベルト大統領時代の1909年にこの山頂はナショナル・モニュメントに指定され、1938年には国立公園となった。オリンピック国立公園はマウント・レーニア国立公園、ノースカスケード国立公園と並ぶ、ワシントン州の3つの国立公園のひとつである。
オリンポス山とオリンピック山脈はワシントン州西部太平洋側のオリンピック半島中央部に位置している。最も近い都市はポートエンジェルスになる。国立公園内に位置する湿潤な山麓には、世界でも有数の温帯雨林が広がる。標高1,500m以上の部分には雪原が広がっている。